# Hamadi Bousbiaâ
Hamadi Bousbiaâ (arabe : حمادي بوصبيع), né en 1934 à Tunis et mort le 4 décembre 2022, est un homme d'affaires tunisien et une personnalité du football national.

## Biographie
Hamadi Bousbiaâ a été PDG de la Société de fabrication des boissons de Tunisie.
Il préside le Club africain en 1988-1989 et 1993-1994. Durant ses mandats, le club omnisports remporte le championnat de Tunisie masculin de handball, le championnat de Tunisie féminin de handball à deux reprises, la coupe de Tunisie masculine de handball, la coupe de Tunisie féminine de handball à deux reprises, le championnat de Tunisie masculin de volley-ball à deux reprises, le championnat de Tunisie de volley-ball féminin à deux reprises, la coupe de Tunisie féminine de volley-ball, le championnat d'Afrique des clubs champions féminin de volley-ball et la coupe arabe des clubs champions de volley-ball.
Mort le 4 décembre 2022 à l'âge de 88 ans, il est inhumé le lendemain au cimetière de Gammarth Village,.